# Patent (diplomatika)

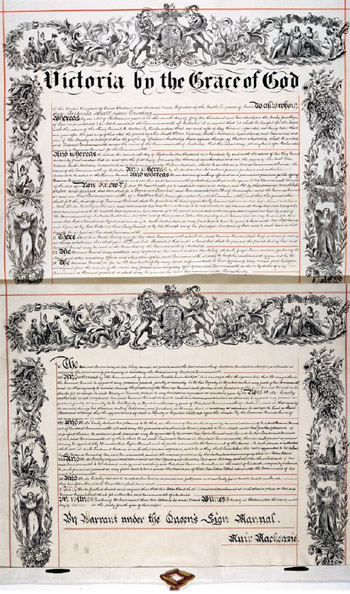
Patent královny Viktorie z roku 1900, kterým vytvořila úřad generálního guvernéra Austrálie

Patent (lat. litterae patentes, otevřený, veřejný list) je otevřený list s příkazem panovníka (mandát) adresovaný osobě nebo instituci, případně i s obsahem týkající se širšího okruhu společnosti, v době absolutní monarchie s mocí zákona. Patenty byly opatřeny pečetí, zpravidla také obsahovaly úplnou panovníkovu intitulaci, zprvu byly psané a od druhé poloviny 16. století též tištěné, někdy i v podobě sešitů.
V diplomacii se v tomto smyslu i v současnosti používá termín konzulský patent.

## Císařský patent
Císařský patent byl v rakouském císařství nejvyšší formou právních aktů a předpisů. Mezi známé císařské patenty patří například robotní patent (1681), Toleranční patent (1781), Patent o zrušení nevolnictví (1781), patent o zrušení poddanství (1848), Ohňový patent (1751) Protestantský patent (1859, 1861), Výpraskový patent (1854) Anenské patenty (1913), zbrojní patent (1852), Nesporný patent (208/1854 ř.z., zákon o soudním řízení v nesporných právních věcech), (formou císařského patentu byl v roce 1849 vydán i Prozatímní zákon obecní. Formou císařského patentu však vydávali císaři i individuální právní akty, například speciální povolení konkrétním osobám, jmenování do funkcí atd. Od roku 1849 byly císařské patenty spolu s dalšími předpisy zveřejňovány v Říšském zákoníku.
Patenty se nacházejí v různých archivech institucí, měst a bývalých velkostatků. Největší sbírka je v Národním archivu. a v různých sbírkách patentů.

## Konzulský patent
Konzulský patent je pověřovací listina pro konzula. Jedná se tedy o konzulární obdobou pověřovacích listin velvyslance. Jde o dokument vydaný ministrem zahraničních věcí vysílající země, který pověřuje konzula zastupovat zájmy země v přijímajícím státě. V angličtině se patent oficiálně nazývá Consular Commission nebo Notification of Appointment. Použití patentu je definováno ve Vídeňské úmluvy o konzulárních stycích.

## Další použití slova „patent“
Výraz patent se doposud zachoval v označení právní ochrany vynálezu, protože se dříve formou patentů povolovala také necechovní a jiná nová výroba. Otevřeným listem byli jmenováni také důstojníci (Offizierspatent).